# 渡島当別トンネル
渡島当別トンネル（おしまとうべつトンネル）は、北海道北斗市と上磯郡木古内町を結ぶ、北海道新幹線の鉄道トンネルである。木古内駅と新函館北斗駅の間に位置する。全長8,060 mで、北海道新幹線の新青森 - 新函館北斗間では青函トンネル（在来線の海峡線として1988年から供用）に次いで、2番目に長く、すでに建設が決定している札幌までの区間も含めると、10番目に長いトンネルである。
整備新幹線の建設を担当している鉄道建設・運輸施設整備支援機構の発注により、2005年（平成17年）9月に着工した。西工区の3,880 mを鉄建建設・伊藤組土建・岩田地崎建設・松本組の共同企業体が、東工区の4,180 mを大成建設・岩田地崎建設・岩倉建設・加藤組土建の共同企業体が、それぞれ受注した。トンネル外の設備の準備を進めた上で、2006年（平成18年）1月19日に西工区の掘削を開始し、3月には東工区の掘削を開始した。月進掘削距離は約100 mで両側から建設が行われ、2009年（平成21年）7月3日に貫通した。2009年（平成21年）8月24日に貫通式が行われた。その後、コンクリートの吹きつけなどの関連工事が進められた。総工費は約140億円としている。供用は北海道新幹線（新青森駅 - 新函館北斗間）が開業した2016年（平成28年）3月26日からであった。